# Recorder To Randoseru
Recorder To Randoseru (リコーダーとランドセル Rikōdā to Randoseru, tạm dịch. Ống Sáo Và Chiếc Cặp Quai Đeo, tên khác: RecoRan) là một bộ truyện tranh Nhật Bản của Meme Higashiya. Phim kể về cuộc sống của hai chị em ruột: Atsushi, một cậu bé tiểu học nhưng nhìn giống như một anh chàng, và Atsumi, một nữ sinh trung học nhỏ như một đứa bé. Anime chuyển thể của Seven được phát sóng từ ngày 5 tháng 1 năm 2012 đến ngày 27 tháng 6 năm 2012, với một phần khác được phát sóng vào tháng 7 năm 2013.

## Nhân vật
Atsushi Miyagawa (宮川 あつし Miyagawa Atsushi)
Lồng tiếng bởi: Ryōtarō Okiayu
Một cậu bé lớp 5 tiểu học có ngoại hình của một người trưởng thành, nhưng vẫn còn ngây thơ, việc này thường khiến cậu gặp rắc rối với cảnh sát, đặc biệt là khi cậu quanh quẩn với cô bé bạn cùng lớp Hina mà cậu thích và đang đi chơi cùng.
Atsumi Miyagawa (宮川 あつみ Miyagawa Atsumi)
Lồng tiếng bởi: Rie Kugimiya
Chị gái của Atsushi đang học trung học có vóc dáng thấp bé như của một bé gái. Cô ấy rất có trách nhiệm, nhưng lại khá dựa dẫm vào chiều cao của Atsushi.
Sayo Takahashi (高橋沙夜 Takahashi Sayo)
Lồng tiếng bởi: Aya Hirano
Bạn cùng lớp và là bạn của Atsumi, thích Atsushi sau đó phát hiện ra rằng cậu thật ra chỉ là một học sinh tiểu học.
Futami Moriyama (盛山 ふたみ Moriyama Futami)
Lồng tiếng bởi: Tomoe Tamiyasu
Giáo viên tiểu học của Atsushi. Từng dạy ở một trường nữ sinh, cô không giỏi giao tiếp với đàn ông, đặc biệt là Atsushi.
Hina Soejima (副島ヒナ Soejima Hina)
Lồng tiếng bởi: Aya Uchida
Bạn cùng lớp của Atsushi, người bạn tốt với cậu, nhưng đi với nhau hay bị nhầm thành bắt cóc trẻ em.
Big Bro Take (タケ兄 Take-Nī)
Lồng tiếng bởi: Takahiro Sakurai
Hàng xóm chưa bao giờ thấy mặt của Atsumi và Atsushi. Mới ngoài 30 tuổi và thường xuyên bỏ việc, dẫn đến thất nghiệp triền miên.
Miura
Lồng tiếng bởi: Aya Gouda
Một nữ cảnh sát biết về tình trạng khó khăn của Atsushi là bị nhầm với một kẻ biến thái.
Kijima (木島)
Lồng tiếng bởi: Satomi Akesaka
Một nữ cảnh sát bắt Atsushi bất cứ khi nào cậu bị nhầm là một kẻ biến thái.
Aono
Lồng tiếng bởi: Nanami Kashiyama
Một nữ cảnh sát khác biết chuyện Atsushi. Cô ấy là một nữ cảnh sát hoạt bát vui vẻ, nhưng đôi khi cô  đi quá đà, thường làm Miura phiền lòng.
Kawauchi-sensei
Lồng tiếng bởi: Mai Iizuka
Cô là giáo viên thực tập tại trường tiểu học của Atsushi, từng bị thất vọng vì Atsushi nhỏ tuổi mặc dù trông giống như người đàn ông trong mộng của cô, thế nên cô có một nỗi ám ảnh không lành mạnh với cậu bé.
Yoshioka (吉岡)
Lồng tiếng bởi: Junichi Suwabe
Một học sinh tại trường của Atsumi là một lolicon và coi Atsumi là một "loli hợp pháp".
Makoto Kobayashi (小林マコト Kobayashi Makoto)
Lồng tiếng bởi: Maki Ino
Lớp dưới của Yoshioka, là học sinh thấp nhất (thấp thứ hai) khác trong trường ngoài Atsumi.
Yoshioka's older brother ( Yoshioka no aniki)
Lồng tiếng bởi: Hikaru Midorikawa
Trong khi cậu bé Yoshioka có sở thích mê gái trẻ thì anh trai của cậu lại có sở thích mê phụ nữ trưởng thành, khiến Miura không khỏi lo lắng.
Midori (美鳥)
Lồng tiếng bởi: Nanami Kashiyama
Một người bạn và là bạn cùng lớp của Hina và Atsushi. Cô ấy có mái tóc màu nâu sẫm được thắt thành hai bím tóc gợn sóng.
Jun (ジュン)
Lồng tiếng bởi: Sayaka Toujou
Một người bạn khác và là bạn cùng lớp của Hina và Atsushi. Cô ấy có mái tóc đen ánh kim được cắt kiểu bob.

## Media

### Manga
Bộ truyện tranh gốc của Meme Higashiya bắt đầu được đăng trên Takeshobo's Manga Club Original và Manga Life Original từ ngày 27 tháng 3 năm 2007. Bộ truyện được thêm vào trang web phân phối manga kỹ thuật số JManga vào ngày 6 tháng 3 năm 2012.

### Anime
Một anime chuyển thể của Recorder To Randoseru, được tách thành hai phần với tựa đề Do ♪ và Re ♪, được phát sóng trên TV Saitama từ ngày 5 tháng 1 năm 2012 đến ngày 27 tháng 6 năm 2012. Nó cũng được phát sóng bởi Crunchyroll. Bộ truyện được phát hành thành hai tập BD/ DVD lần lượt vào ngày 20 tháng 4 năm 2012 và ngày 20 tháng 7 năm 2012, bao gồm các tập bổ sung.  Phần thứ ba, Mi ♪, bắt đầu phát sóng vào tháng 7 năm 2013. Nhạc nền kết thúc mùa đầu tiên là "Glitter" của Aoi Tada, Sister 773 trong khi chủ đề kết thúc của phần thứ hai là "Stare" của Paprika và phần kết của phần thứ ba là "One, Two, Hello" (ワンツーハロー Wan Tsū Harō) bởi Nanami Kashiyama.